# 龍樹
龍樹（りゅうじゅ、梵: नागार्जुन、Nāgārjuna、テルグ語: నాగార్జునుడు、チベット語: ཀླུ་སྒྲུབ、klu sgrub、タイ語: นาคารชุนะ）は、2世紀に生まれたインド仏教の僧である。龍樹とは、サンスクリットのナーガールジュナの漢訳名で、日本では漢訳名を用いることが多い。中観派の祖であり、蓮如以後の浄土真宗では八宗の祖師と称される。龍猛（りゅうみょう）とも呼ばれる。
- 真言宗では、龍猛が「付法の八祖」の第三祖とされた[1][2]。龍樹が密教を説いたかどうかや、第五祖金剛智との時代の隔たりから、龍樹と龍猛の同一性を疑問視する意見もある[3][注釈 2]。
- 浄土真宗では、七高僧の第一祖とされ[4][5]龍樹菩薩、龍樹大士と尊称[6]される[7][8]。禅宗臨済宗では龍樹尊者と尊称される。

## 概要
鳩摩羅什訳『龍樹菩薩伝』によれば南インドのバラモンの家に生まれ、幼くしてヴェーダを諷んじてその意味を了得した。プトゥンの『仏教史』の伝えるところでは、南方のヴィダルバのバラモンの出身で、（中インドの）ナーランダ僧院でバラモンの学問を修めたのち出家したという。サータヴァーハナ朝の保護の下でセイロン、カシミール、ガンダーラ、中国などからの僧侶のために院を設けた。この地（古都ハイデラバードの東 70 km）は後にナーガールジュナ・コーンダ（丘）と呼ばれる。
哲学者の梅原猛は、龍樹は釈迦の仏教を否定し、大乗仏教を創始したとしている。一方、中村元は、大乗仏教は諸法の実相を説くことを標識とし、小乗仏教の三法印に対して大乗仏教は「実相印」を第四の印として挙げるとしているが、中村によれば龍樹は小乗の三法印のほかに別の法印をたてなかったという。

## 生涯
インド原典で伝わるナーガールジュナ伝が存在しないため史学的に厳密な生涯は不詳。鳩摩羅什訳と伝えられる『龍樹菩薩伝』の伝説は以下のとおりである。

## 龍樹の空理論

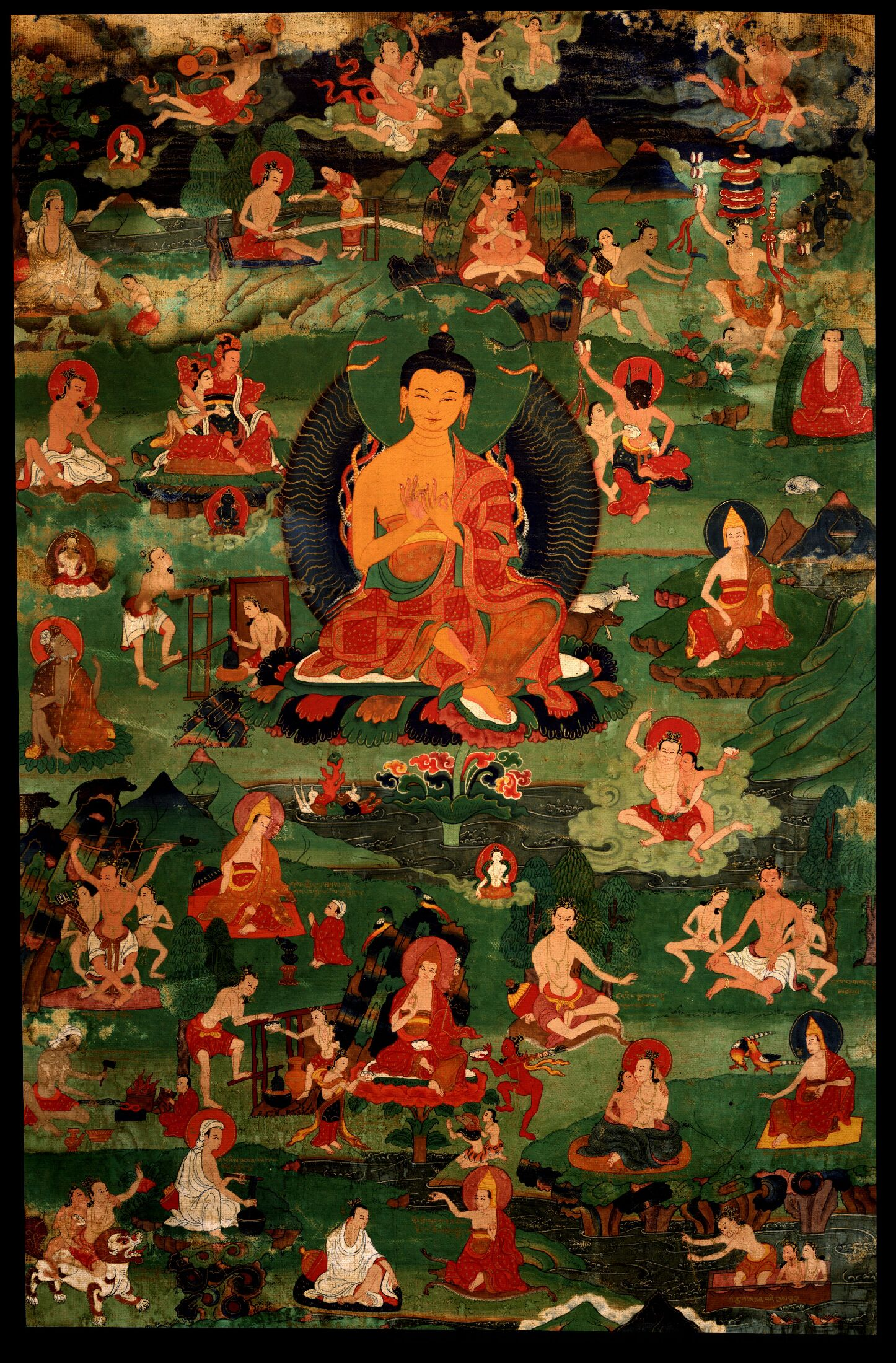
中央の大きな人物が龍樹

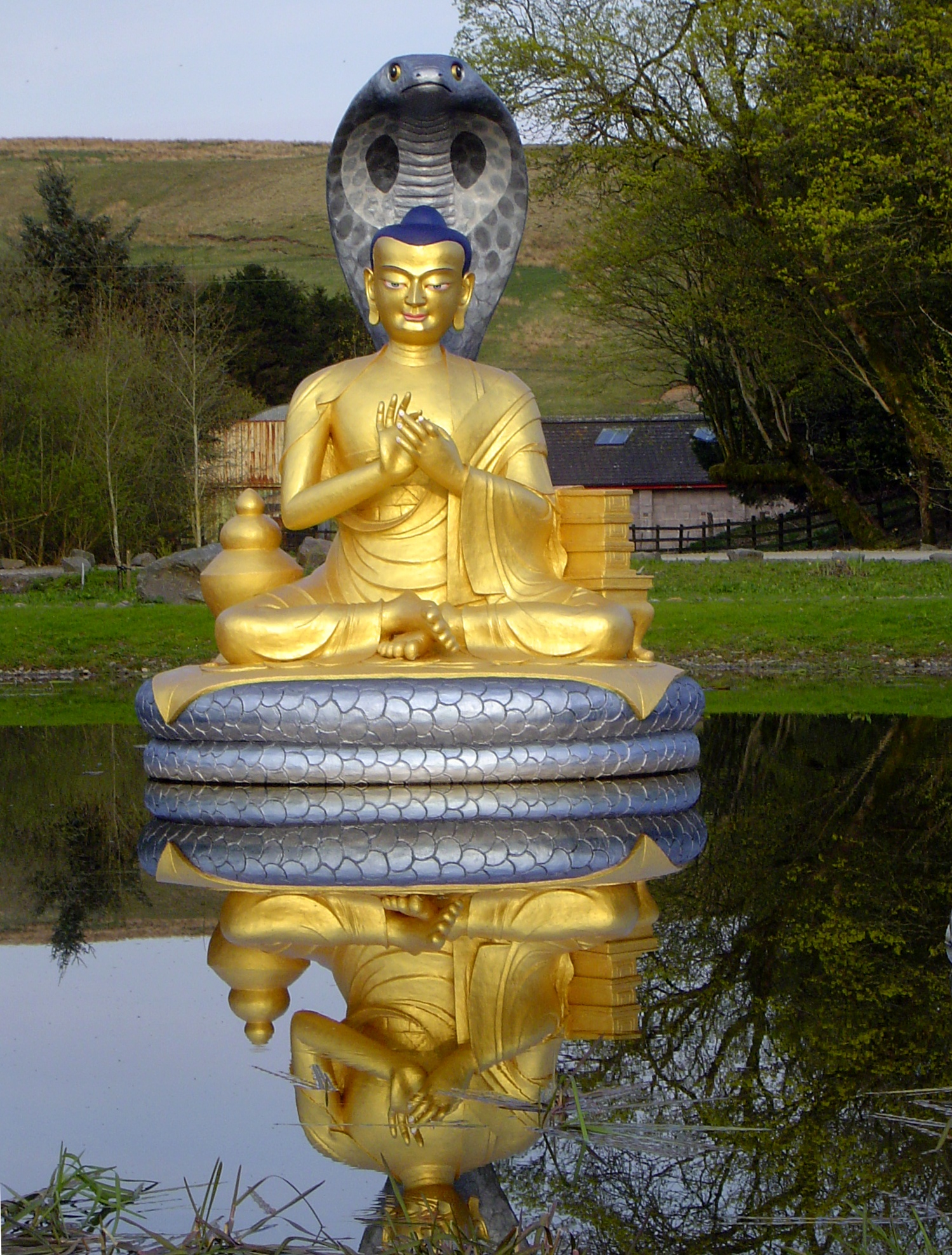
龍樹の黄金像

この「空」の理論の大成は、龍樹の『中論』などの著作によって果たされた。なお、伝統的に龍樹の著作とされるもののうち、『中論（頌）』以外に近代仏教学において龍樹の真作であるとの見解の一致が得られている作品はない。
龍樹は、存在という現象も含めて、あらゆる現象はそれぞれの因果関係の上に成り立っていることを論証している。この因果関係を釈迦は「縁起」として説明している。（龍樹は、釈迦が縁起を説いたことを『中論』の最初の帰敬偈において、賛嘆している。）
さらに、因果関係によって現象が現れているのであるから、それ自身で存在するという「独立した不変の実体」（＝自性）はないことを明かしている。これによって、すべての存在は無自性であり、「空」であると論証している。このことから、龍樹の「空」は「無自性空」とも呼ばれる。
この空の思想は、真理を
1. 概念を離れた真実の世界（第一義諦、paramārtha satya）と、
2. 言語や概念によって認識された仮定の世界（世俗諦 、saṃvṛti-satya)

という二つの真理に分ける。言葉では表現できないこの世のありのままの姿は、第一義諦であり、概念でとらえられた世界や、言葉で表現された釈迦の教えなどは、世俗諦であるとするため、この説は二諦説と呼ばれる。

## 人物同一性

### 錬金術師
インドでは仏教の僧であるよりも錬金術師・占星術師として有名で著作伝説があるが、これはこの項で触れている龍樹よりもはるか後代に出現した同名の錬金術師と混同されているためである。
- 『ラサ゠ウパニシャッド』 - ナーガールジュナ作の錬金術の方法が記述されている。
- 『ラサ・ラトナーカラ』、玄奘『大唐西域記』 - ナーガールジュナとサーリヴァハーナ王（引正王）の対話（不老長寿の霊薬など）。
- 『ラサラトナ゠サムッチャヤ』（水銀の宝の集成） - 水銀学の27人の学者のなかでナーガールジュナをあげる。

### 密教の祖

#### 新龍樹
大正時代の河口慧海や寺本婉雅は、『八十四成就者伝』の龍樹伝が特異であることから、それに書かれた龍樹は、本来の龍樹の没後（寺本によると6世紀）の同名異人であるとした。この説では、本来の龍樹を「古龍樹 (Nāgārjuna I)」、『八十四成就者伝』の龍樹を「新龍樹 (Nāgārjuna II)」と呼び分ける。
河口は、密教経典のうち後期密教（無上瑜伽タントラ、左道密教）のものを新龍樹の著作であるとしたが、これには、古龍樹の著に基づく真言密教の正当性を主張するという背景があった。
一方、寺本は、龍樹に帰せられていた密教経典の全てが新龍樹の著作であり、古龍樹は密教とは無関係であるとした。すなわち、古龍樹が中観の祖、新龍樹が密教の祖である。
この説に対し羽溪了諦は、2人の龍樹の伝記の骨子
- 南インドのバラモン出身
- ナーランダーで出家
- 南インド王に長生薬を授けた
- 弟子に龍智

は共通であることから、これらは同一人物の伝記であり、『八十四成就者伝』が異なる部分は密教の影響による潤色であるとした。また、栂尾祥雲は『八十四成就者伝』の史料的価値を否定した。

#### 龍猛
寺本は、新古2人の龍樹に加え、古龍樹の弟子の龍猛 (Nāgāhvaya) がいたとした。龍猛は浄土教の祖であり、『入楞伽経』に記された龍樹の授記は龍猛のものであるとした。
現在、龍猛が別人とされるときは、密教の業績が帰せられることが多い。この点では、寺本説の龍猛ではなくむしろ新龍樹に対応する（ただし龍猛と新龍樹は別の史料に基づく人物像である）。

### 中村元による分類
中村元は、ナーガールジュナに帰せられる多数の著作が全て同一人によって書かれたかどうかは、大いに論議のあるところであるとしており、複数のナーガールジュナの存在も考えられるとしている。中村は、以下の6人のうちの5および6は、1とは大分色彩を異にしているので別人ではないかと思われると述べている。
1. 『中論』などの空思想を展開させた著者
2. 仏教百科事典と呼ぶにふさわしい『大智度論』の著者
3. 『華厳経』十地品の註釈書『十住毘婆沙論』の著者
4. 現実的問題を扱った『宝行王正論』などの著者
5. 真言密教の学者としてのナーガールジュナ
6. 化学（錬金術）の学者としてのナーガールジュナ

## 著作
- 中論 (Mādhyamaka Kārikā) うち「頌」 - 説一切有部を代表とする実在論を否定し、世俗においては、すべてのものは実体として認識することはできず、単に言葉によって施説されたものであると説く（「有」または「無」または「有無」または「非有非無」）。勝義においては、それらすべての言語活動すら止滅する（「有」または「無」または「有無」または「非有非無」において、その全ての否定）。この主張を受け継いだのが中観派である。
- 廻諍論（えじょうろん、Vigrahavyāvartanī）
- 空七十論 (Śūnyatāsaptati)
- ヴァイダリヤ・スートラ (Vaidalya-sūtra)
  - ヴァイダリヤ論 (Vaidalya-prakaraṇa) - 「ヴァイダリヤ・スートラ」に対する自注。
- 十二門論 - 真偽問題が未解決。
- 大智度論 - 真偽問題が未解決。『二万五千頌般若経』系統の般若経典に対する百巻に及ぶ注釈書である。
- 十住毘婆沙論 - 真偽問題が未解決。大乗菩薩の階位について論述している。なおこれに含まれる「易行品」は、浄土真宗において称名による住不退転の根拠とされ、聖典とされている。
- 宝行王正論 (Ratnāvalī)